# Kasper (krater księżycowy)
Kasper – krater na powierzchni Księżyca o średnicy 12 km, położony na 8,3° szerokości północnej i 122,1° długości wschodniej.
Decyzją Międzynarodowej Unii Astronomicznej nazwa krateru nadana w 1979 roku pochodzi od polskiego imienia męskiego Kasper.